# Skjervøy
Skjervøy község Norvégia északi részén, Troms megyében. A község központja az azonos nevű Skjervøy település. A község népessége 2794 fő (2024), ebből Skjervøy település 2457 lakossal rendelkezett. 

## Elhelyezkedése
Skjervøy az ország egyik legészakibb részén található, ettől északra már csak a tenger van. A község területéhez több kisebb és nagyobb sziget is tartozik, de azokon a lakosság elenyésző, vagy egyáltalán nem is lakottak. Az Arnøya sziget a legnagyobb, ezen Arnøyhamn és Akkarvik nevű lakott helyek találhatóak, de csak néhány lakossal.
Skjervøy település a Skjervøya szigeten helyezkedik el, a körzet lakosainak hozzávetőleg 90%-a itt él. 

## Története, gazdasága
A Skjervøe (később Skjervøy) települést 1838. január 1-jén alapították. A név az ó-norvég Skerføy szóból származik, amelynek első eleme a skerf, ami „sziklás földet” jelent, az utolsó eleme pedig az øy, ami „szigetet” jelent. Skjervøy azon kevés települések egyike a régióban, amelynek lakossága meghaladja a 2000 főt. A környéken megélhetés fő forrása a mai napig a halászat. Az utóbbi években a haltenyésztés és az akvakultúra egyre nagyobb jelentőségre tett szert. A környék vizeiben még bálnákat is előfordulnak.
A településen iskola, több üzlet és még szálloda is megtalálható.

## Közlekedés
Skjervøya szigetről a Kågen szigetre, a Skattørsundet szoroson át a 804 méter hosszú, 1971-ben átadott Skjervøy híd vezet át. A Kågen szigetről dél felé haladva a Maursundet szorosnál a tenger alatti, 2122-méter hosszú, 1991-ben átadott Maursund alagúton (Maursundtunnelen) lehet átjutni a kontinens északi részére.
Tromsø autóval 157 km-re van. A Sørkjosen repülőtér közúton 43 km távolságra található, ahonnan Tromsø repülőterére indulnak járatok.
A kikötőjében a Hurtigruten menetrendszerű hajójárat hajói kikötnek.

## Képek

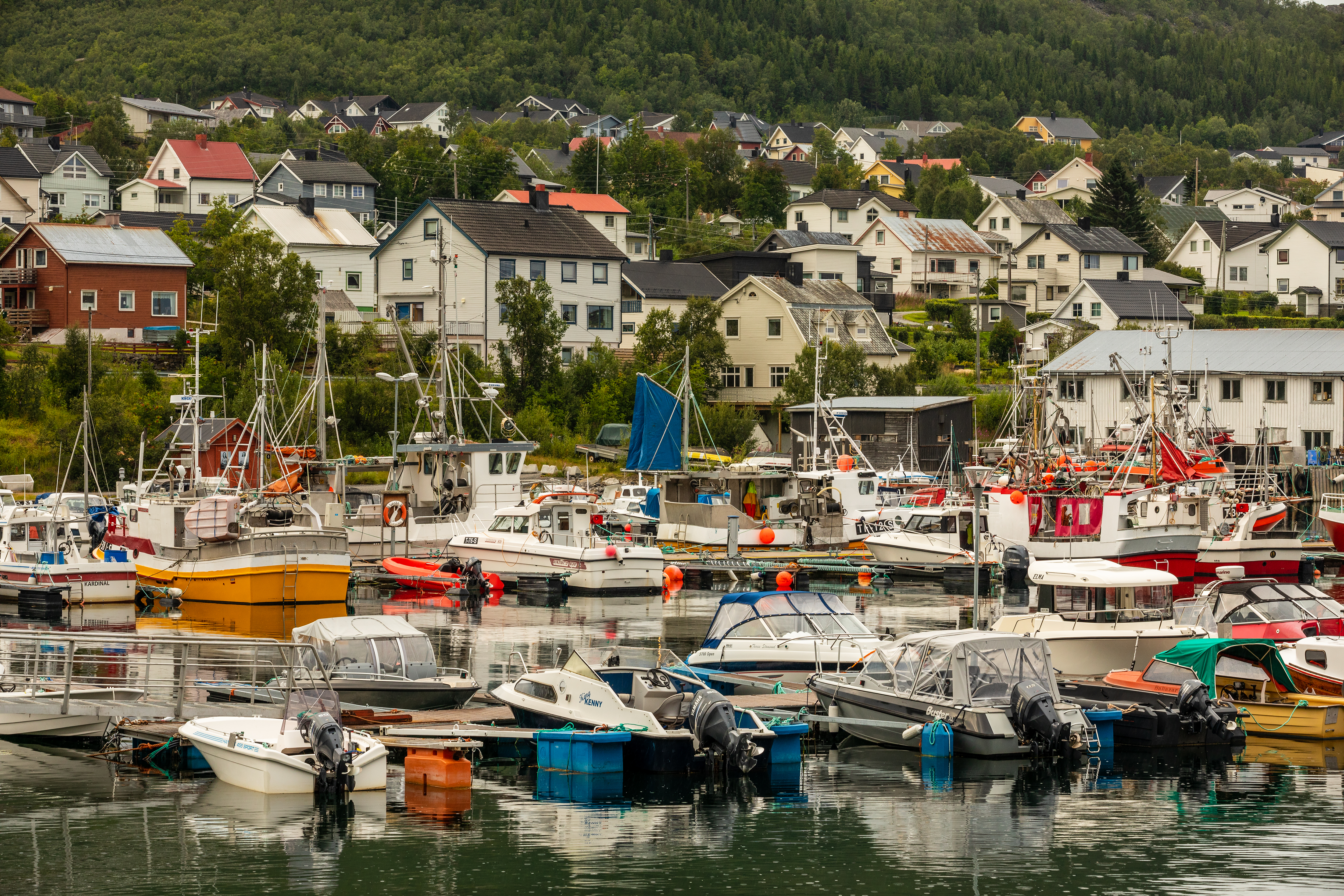
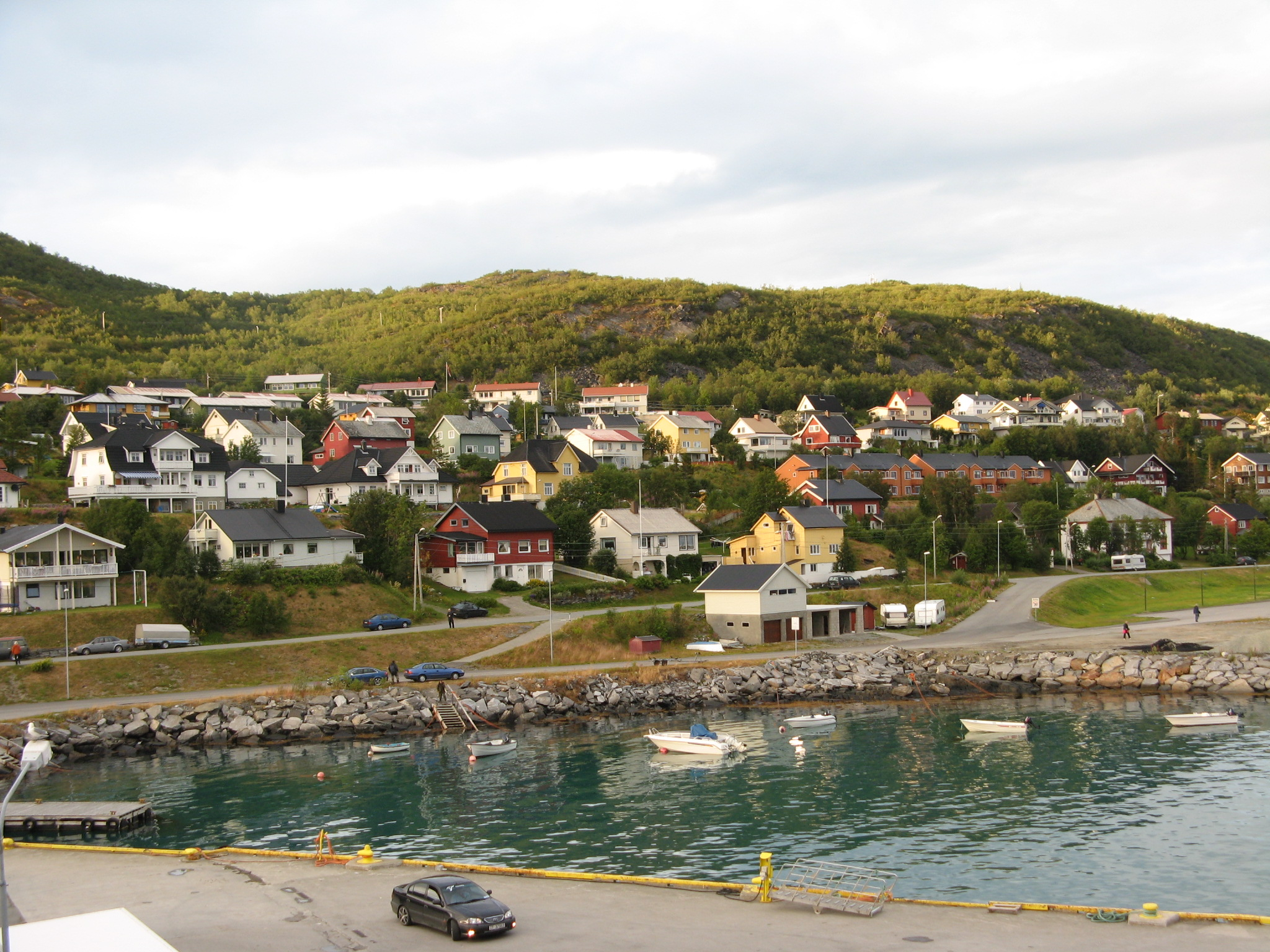
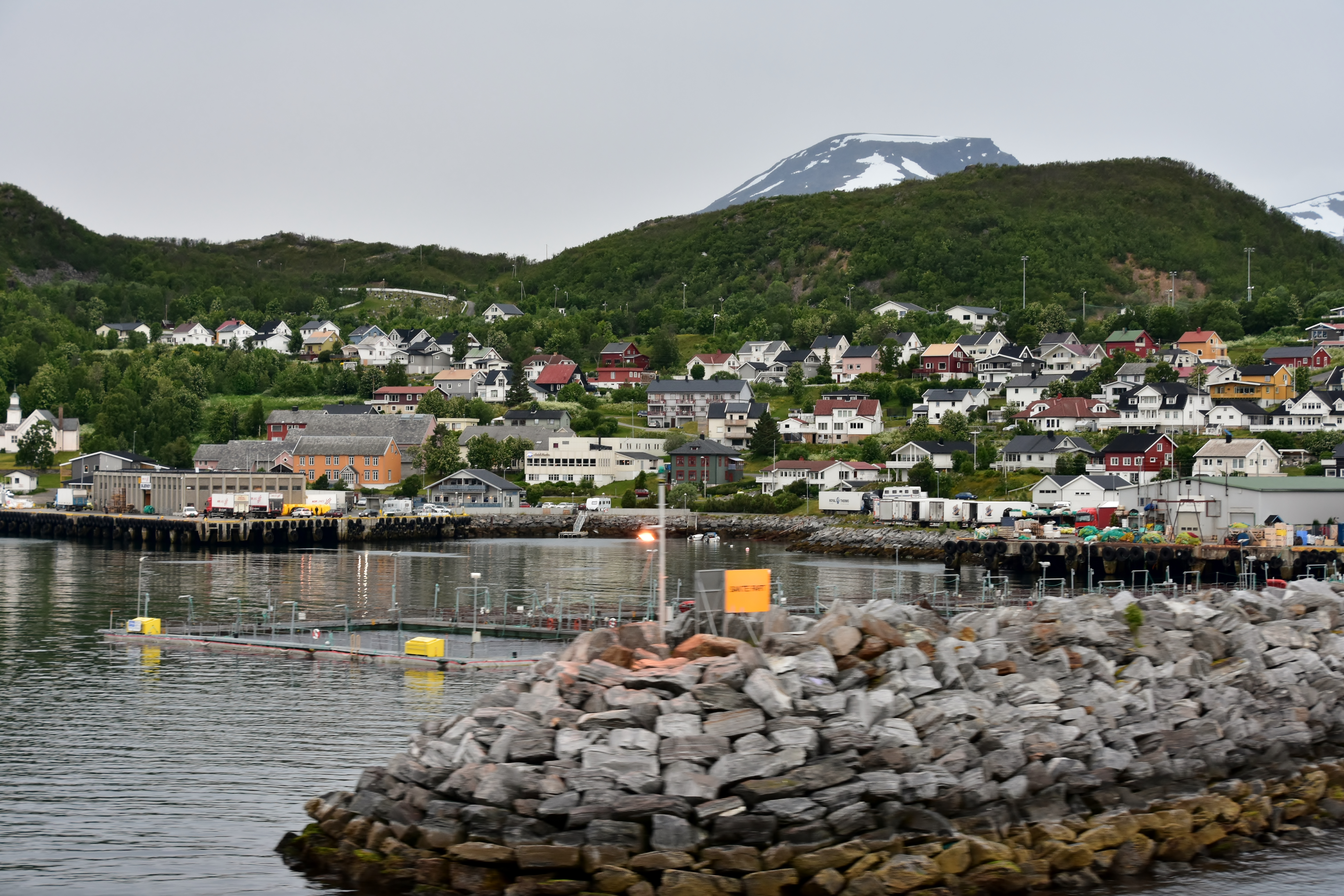
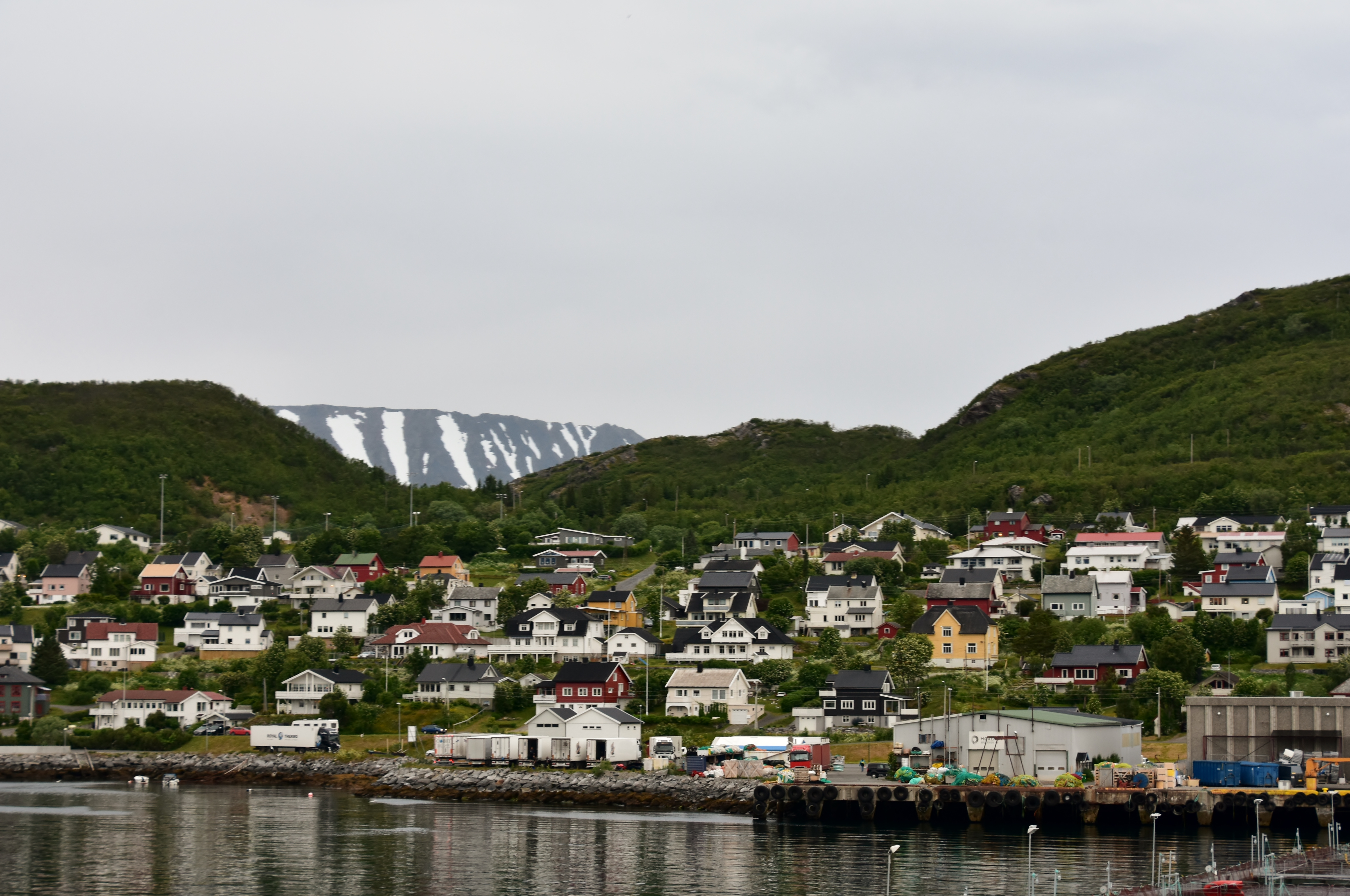